# Betovering
De Betovering is een jaarlijks kunst- en cultuurfestival voor kinderen van vier tot en met twaalf jaar, dat sinds 2000 tijdens de herfstvakantie plaatsvindt in Den Haag. Het festival biedt zo'n honderd voorstellingen en workshops.
Uit Nederland en België worden dans- en toneelvoorstellingen voor kinderen naar Den Haag gehaald. Professionele kunstenaars geven workshops waarin kinderen zelf aan de slag gaan met poëzie, schilderen, journalistiek, nieuwe media, percussie, dans, architectuur, toneel, boeken, koken, drukken, muziek, mode en veel meer. Sommige workshops horen bij een voorstelling, andere zijn ook los te volgen. De workshops worden meestal speciaal voor de Betovering ontwikkeld.
Het festival is het resultaat van een samenwerking van veel culturele instellingen in Den Haag. Het festival vindt plaats in onder andere de Koninklijke Schouwburg, het Gemeentemuseum, Theater aan het Spui, Centrale Bibliotheek, Museum Meermanno, Theater Diligentia, Theater PePijn, Theater de Tobbe, Stella Theater, Filmhuis, het Koorenhuis, Theater Merlijn, in de studio’s van het Nederlands Dans Theater en in het Mauritshuis.